# Claire de Poméranie
Claire Marie de Poméranie-Barth (10 juillet 1574 – 19 février 1623), est membre de la Maison des Griffons et par ses deux mariages duchesse de Mecklembourg-Schwerin-Ivenack et - Brunswick-Dannenberg-Hitzacker.
Née à Franzburg, elle est le deuxième enfant et de la fille aînée de Bogusław XIII de Poméranie-Barth et de sa première épouse, Clara de Brunswick-Lunebourg.

## Biographie
Claire Marie appartient à la dernière génération de la Maison des Griffons, qui règne sur le duché de Poméranie depuis le XIIe siècle. De ses dix frères et sœurs, une seule sœur, Anne (par le mariage de la duchesse épouse de Croy et d'Havré), a des enfants survivants.
À Barth, le 7 octobre 1593, Claire Marie épouse en premières noces Sigismond-Auguste de Mecklembourg, le plus jeune fils de Jean-Albert Ier de Mecklembourg-Schwerin. Déclaré dément, il est écarté de la succession par son père qui lui accorde une pension de 6 000 florins, ainsi que l'apanage des villes de Strelitz, Mirow et Ivenack, mais sans réel gouvernement sur eux. Après son mariage, Claire Marie réside à Ivenack avec son mari, où, après près de sept ans sans enfant, il meurt le 5 septembre 1600.
À Strelitz, le 13 décembre 1607, Claire Marie épouse en secondes noces Auguste II de Brunswick-Wolfenbüttel, Seigneur de Hitzacker, fils de Henri de Brunswick-Dannenberg. Ils ont deux enfants, :
- Mort-né fille (Scharnebeck, 17 avril 1609).
- Mort-né fils (Hitzacker, 10 mai 1610).

Claire Marie meurt à Hitzacker âgé de 48 ans, sans enfant survivant. Elle est enterrée dans la Stadtkirchede Dannenberg.